# Sabethes ignotus
Sabethes ignotus är en tvåvingeart som beskrevs av Ralph E. Harbach 1995. Sabethes ignotus ingår i släktet Sabethes och familjen stickmyggor. Inga underarter finns listade i Catalogue of Life.